# Cinclosoma castanotum
Il tordo quaglia castano (Cinclosoma castanotum Gould, 1840) è un uccello passeriforme della famiglia degli Psophodidae.

## Descrizione

### Dimensioni
Misura 21–26 cm di lunghezza, per 73-83 g di peso.

### Aspetto

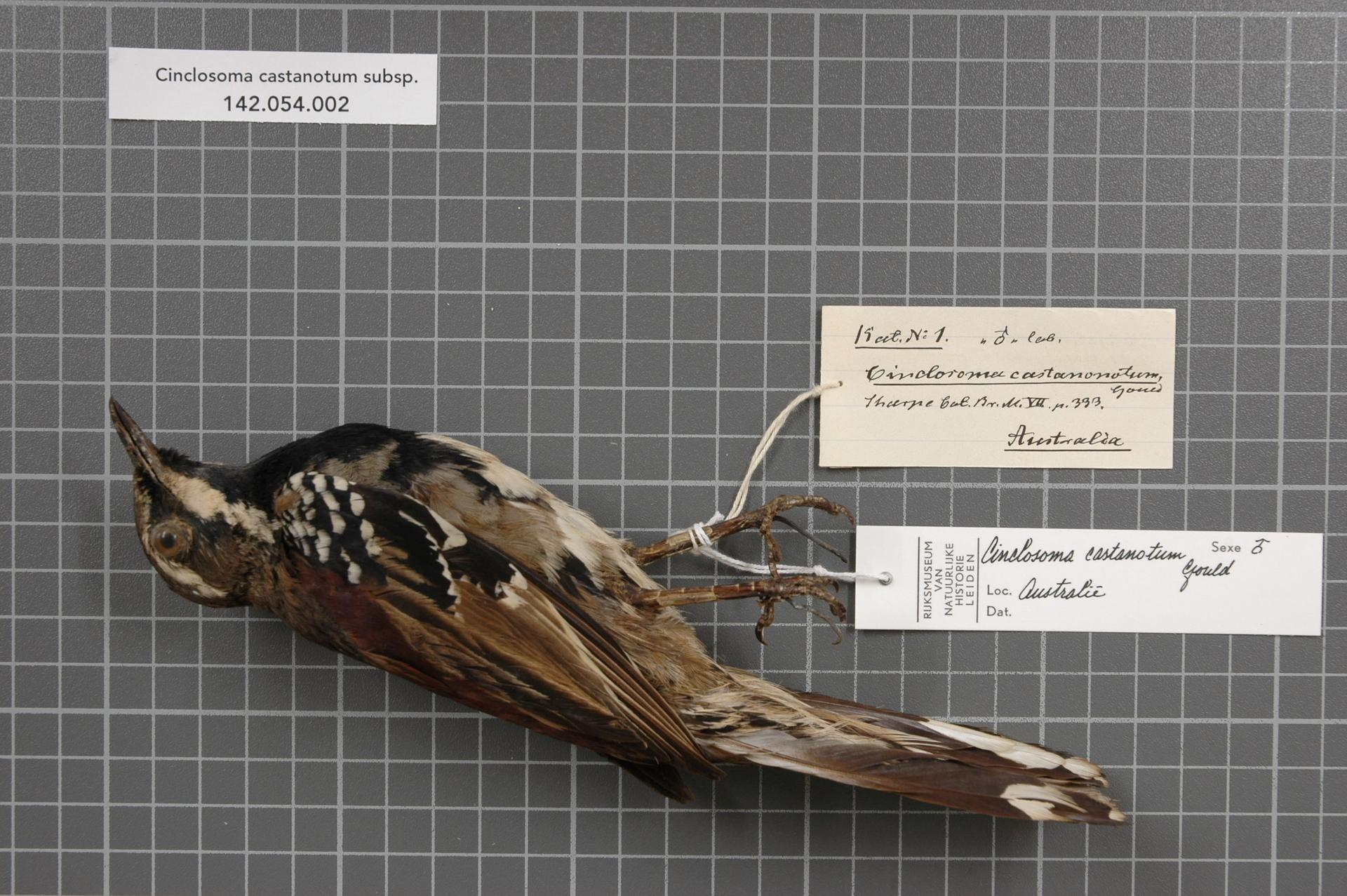
Maschio impagliato.

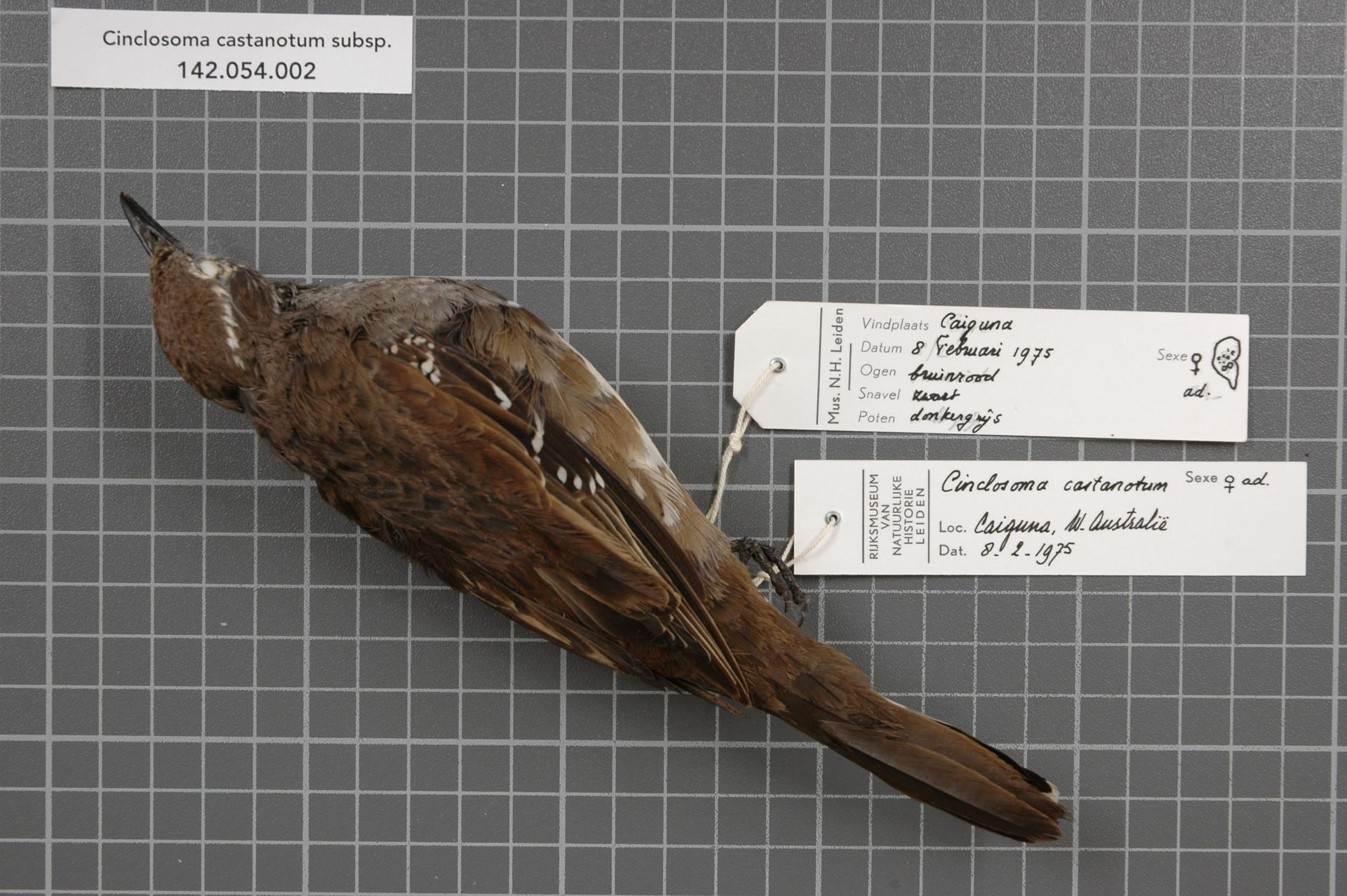
Femmina impagliata.

Si tratta di uccelli dall'aspetto massiccio e paffuto, muniti di testa allungata con becco conico e appuntito, corpo arrotondato con petto prominente e ali arrotondate, coda squadrata e di media lunghezza e zampe forti e allungate.
Il piumaggio presenta dimorfismo sessuale netto. Nei maschi testa e area scapolare sono di color grigio cenere, con riflessi bronzei su vertice e nuca, mentre il dorso è di color nocciola e codione, coda e ali sono di colore grigio-bruno, le ultime due parti con estremità delle penne nera con una macchia circolare bianca su ciascuna penna. I fianchi sono anch'essi grigio-bruni, mentre l'area fra il ati del becco e l'occhio, la gola ed il petto sono neri, col resto del ventre che è di colore bianco: dello stesso colore sono anche il sopracciglio ed un lungo mustacchio che separa il nero golare dal grigio cefalico e raggiunge i lati del collo.

Nella femmina la colorazione p dominata dai toni del bruno dorsalmente e dal grigio ventralmente, mentre è del tutto assente il nero cefalotoracico (pur permanendo il bianco ventrale e facciale).
In ambedue i sessi Il becco p nerastro con punta più chiara e tendente al grigiastro, mentre le zampe sono di color carnicino-grigastro e gli occhi sono di color bruno-rossiccio scuro.

## Biologia

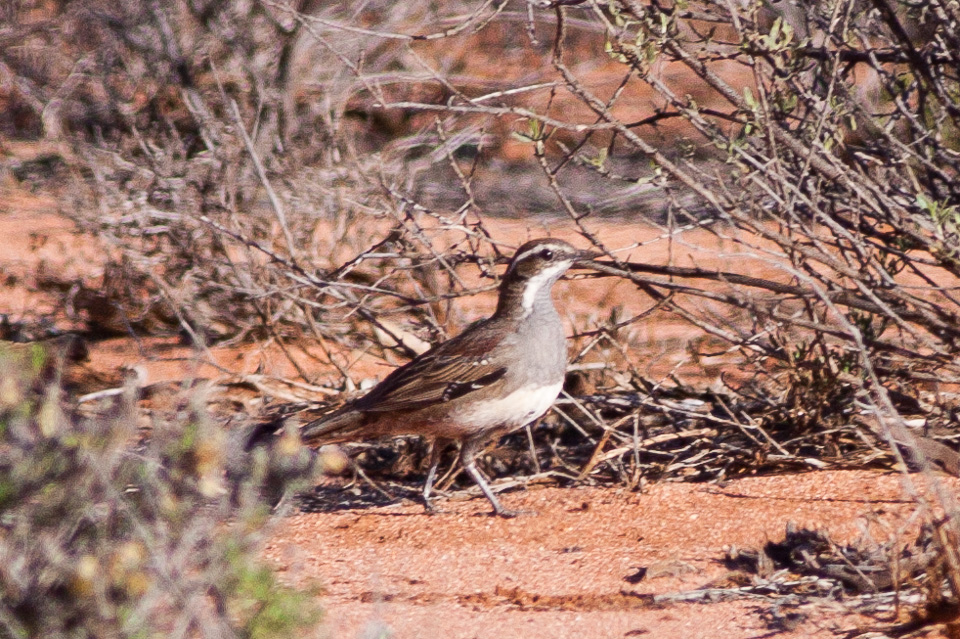
Femmina in Australia Meridionale.

Si tratta di uccelli dalle abitudini diurne, che vivono da soli o in coppie, mantenendosi perlopiù al suolo, dover cercano il cibo rovistando fra i cespugli, i sassi e i detriti col becco, e spiccando il volo solo di rado e per brevi distanze.
Il richiamo di questi uccelli è rappresentato da serie ripetute di alti fischi monotoni.

### Alimentazione
La dieta del tordo quaglia castano è essenzialmente insettivora, componendosi di piccoli insetti (coleotteri, emitteri e ortotteri) e invertebrati, ma anche cibo di origine vegetale come semi, granaglie e bacche: questi uccelli tendono a mangiare solo cibo di dimensioni molto piccole (sotto i 6 mm, generalmente 1–2 mm.

### Riproduzione
La stagione riproduttiva va da marzo a dicembre, con picchi delle deposizioni a partire da agosto: si tratta di uccelli monogami, che verosimilmente portano avanti due covate a stagione.
Il nido è a coppa e viene costruito dalla sola femmina fra i rami di un cespuglio o fra quelli più bassi di un albero: esso si compone di una parte esterna di rametti ed una interna foderata di steli d'erba, dove la femmina depone 2-4 uova che provvede a covare da sola (col maschio che si occupa di reperire il cibo per sé e per la compagna, stazionando costantemente nei pressi del nido) per una ventina di giorni.
I pulli, ciechi ed implumi alla schiusa, vengono accuditi e imbeccati da ambedue i genitori: essi divengono in grado d'involarsi a partire dalle tre settimane di vita, ma rimangono presso il nido ancora per almeno altre tre settimane (chiedendo sempre più sporadicamente l'imbeccata ai genitori) prima di allontanarsene definitivamente.

## Distribuzione e habitat

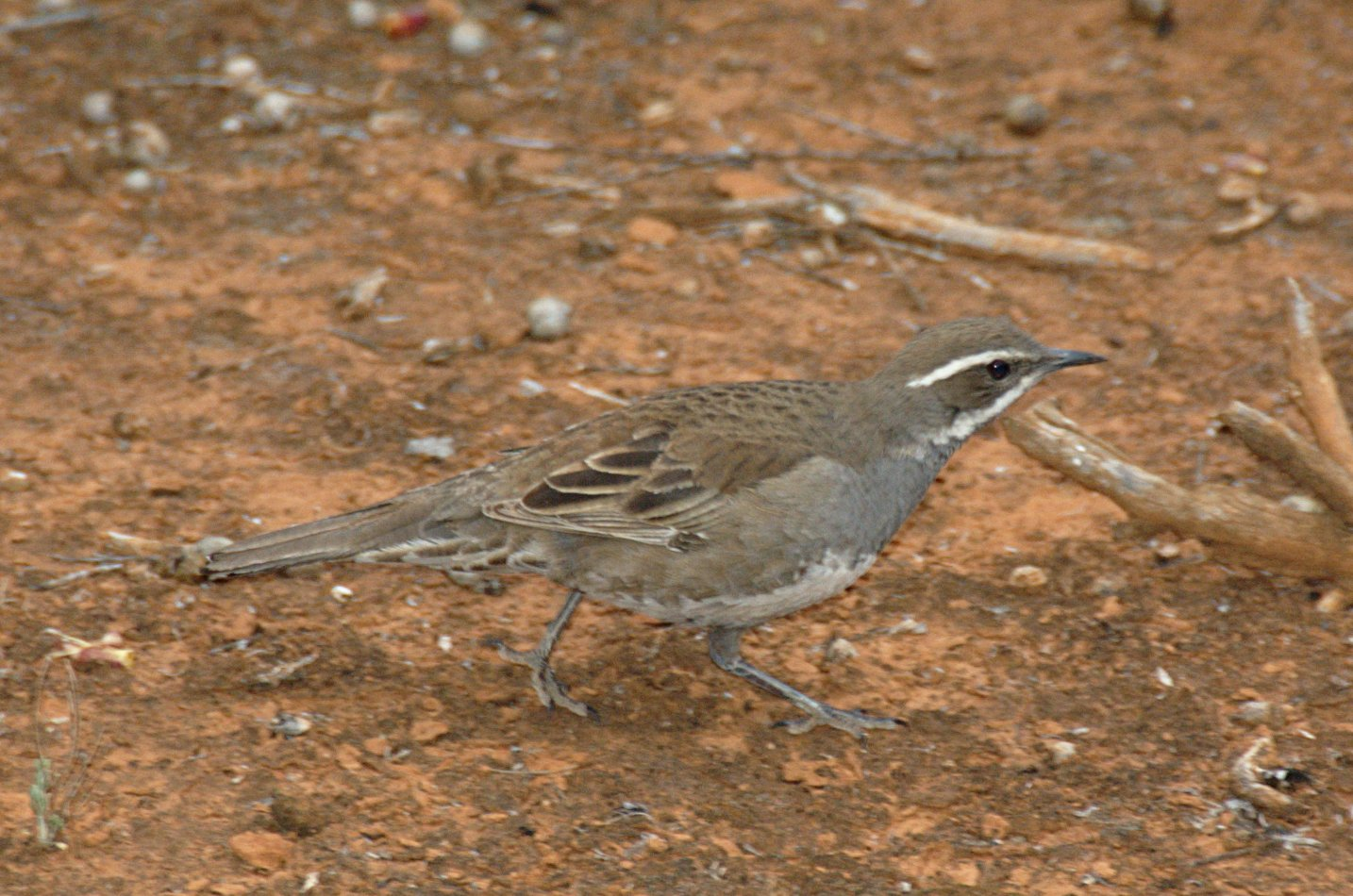
Esemplare nell'entroterra di Australia.

Il tordo quaglia mascherato è endemico dell'Australia, della quale popola un'area corrispondente grossomodo alla porzione centrale e occidentale del Bacino Murray-Darling, fra il Nuovo Galles del Sud centrale e sud-occidentale, il Victoria nord-occidentale e l'Australia Meridionale sud-orientale.
L'habitat di questi uccelli è costituito dal mallee cespuglioso con alberi isolati (in predominanza acacia).

## Tassonomia
In passato se ne riconoscevano tre sottospecie (clarum e fordianum, oltre alla nominale): le analisi del DNA mitocondriale hanno mostrato una certa distanza fra la sottospecie nominale e le rimanenti due (quantificabile nel 4,38%), che hanno portato alla separazione di queste ultime e la loro ascrizione a un specie a sé stante, Cinclosoma clarum. Le differenze a livello genetico non sembrerebbero però supportate da differenze a livello morfometrico e di vocalizzazioni, sicché è necessaria l'acquisizione di ulteriori dati per chiarire lo status tassonomico di questi uccelli.
Alcuni autori riconoscerebbero le sottospecie mayri dell'estremo nord dell'areale (Nuovo Galles del Sud centrale) e morgani della porzione sud-occidentale (penisola di Eyre).